# Yesterday's End
Yesterday's End är ett samlingsalbum av Pridebowl, utgivet 1998 av Bad Taste Records. Skivan innehåller tidigare outgivna låtar, demoinspelningar samt b-sidor. 2004 återutgavs skivan med bonusspår hämtade från EP-skivan No Better, No Worse (1997).

## Låtlista
1. "The Boy on the Hill" - 2:32
2. "Brave Coward" - 1:25
3. "The Toy" - 2:14
4. "Welcome" - 0:48
5. "Yesterday's End" - 2:34
6. "Running from the Sun" - 2:56
7. "Do What You Want" - 1:01
8. "You" - 1:54
9. "Hate-Wrinkled" - 3:03
10. "Hope" - 1:34
11. "Remnants" - 2:21
12. "Affirmative Action" - 1:56
13. "The Soft Song" - 3:27
14. "Ambitious Ways" - 2:24
15. "A Lonely Portion" - 1:46

### Bonulåtar på 2004 års utgåva
1. "Five Points to Stardom"
2. "Brainwashing School"
3. "Capitol Hill"

### Fotnoter
1. ↑  ”Yesterday's End”. Discogs.com. http://www.discogs.com/Pridebowl-Yesterdays-End/release/781571. Läst 31 december 2011.
2. ↑  ”Yesterday's End”. Bad Taste Records. Arkiverad från originalet den 25 augusti 2010. https://web.archive.org/web/20100825233537/https://www.badtasterecords.se/records.asp?id=57. Läst 1 januari 2012.